# Albert Pfeifer
Albert Pfeifer (* 15. Dezember 1919 in St. Anton am Arlberg; † 11. August 1943 in den Niederlanden) war ein österreichischer und deutscher Skirennläufer. Ende der 1930er- und Anfang der 1940er-Jahre belegte er mehrere Spitzenplätze bei internationalen Rennen. Bei den später nicht offiziell anerkannten Weltmeisterschaften 1941 gewann er die Goldmedaille im Slalom.

## Biografie
Pfeifer begann schon relativ früh mit dem Skisport, sein älterer Bruder Friedl (1911–1995) war ebenfalls Skirennläufer. Mitte der 1930er-Jahre gehörte Pfeifer zu den besten österreichischen Nachwuchsläufern. Nach dem Anschluss Österreichs wurde er der Ordensburg Sonthofen unterstellt und er startete ab nun für das Großdeutsche Reich.
Die ersten größeren Erfolge gelangen Pfeifer 1939 bei der Wintersportwoche in Garmisch, wo er jeweils den dritten Platz in der Abfahrt, im Slalom und in der Kombination belegte. Ebenfalls Dritter wurde er in der Kombination von Kitzbühel. Im nächsten Winter wurde er in Garmisch Zweiter im Slalom, Dritter in der Kombination und Vierter in der Abfahrt. In St. Anton belegte er mit Rang sechs im Slalom und Rang vier in der Abfahrt den dritten Platz in der Kombination.
Seinen größten Erfolg feierte Pfeifer bei den Weltmeisterschaften 1941 in Cortina d’Ampezzo. Er siegte im Slalom gemeinsam mit dem Italiener Vittorio Chierroni. Eigentlich hatte Pfeifer eine um sechs Hundertstel Sekunden bessere Zeit, aber nach einem Einspruch der italienischen Mannschaftsführung setzte die Wettkampfleitung Chierroni ebenfalls auf Platz eins, weil er „auf einer schlechteren Piste fahren musste“. In der Abfahrt belegte Pfeifer den achten Platz und damit in der Kombination Rang sechs. Diese Weltmeisterschaften wurden allerdings 1946 nachträglich vom Internationalen Skiverband (FIS) für ungültig erklärt, da nur wenige Nationen daran teilnehmen konnten. In Garmisch gewann er 1941 die deutschen Meisterschaften in der Abfahrt.
Im Jahr 1941 wurde Pfeifer zur Wehrmacht einberufen. Er ging zur Luftwaffe und wurde am 11. August 1943 mit seinem Flugzeug über den Niederlanden abgeschossen.

## Erfolge

### Weltmeisterschaften
- inoffiziell: Cortina d’Ampezzo 1941: 1. Slalom, 6. Kombination, 8. Abfahrt

### Deutsche Meisterschaften
- Deutscher Meister in der Abfahrt 1941